# Szerhij Sztanyiszlavovics Rebrov
Szerhij Sztanyiszlavovics Rebrov (ukránul: Сергій Станіславович Ребров; Horlivka, 1974. június 3. –) ukrán válogatott labdarúgó, labdarúgóedző.

## Pályafutása

### Klubcsapatokban
1990-ben, ifjúsági korú játékosként csatlakozott a Sahtar Doneckhez. 1991-ben, tizenhét évesen mutatkozott be a felnőttek közt, első idényében hét bajnoki mérkőzésen két gólt szerzett a szovjet élvonalban. 1992-ben megalakult az ukrán élvonal, amelynek első idényében 19 mérkőzésen tíz alkalommal talált az ellenfelek kapujába.
Rebrov 1992 augusztusában a kijevi Dinamóhoz szerződött, ahol nemzetközileg is jegyzett csatárpárost alkotott Andrij Sevcsenkóval és ahol az ukrán Premier League történetének legeredményesebb játékosává vált.
Számos kulcsfontosságú gólt szerzett az európai kupasorozatokban is, így a Bajnokok Ligája 1997–98-as és 1998–99-es szezonjában. Utóbbi sorozatban a Dinamo egészen az elődöntőig jutott, ott azonban a Bayern München megállította. Az 1999–2000-es Bajnokok Ligája-sorozatban tíz gólt ért el, beleértve a selejtezők során elért két találatát is.
2000. május 17-én 11 millió fontért a Tottenham Hotspur igazolta le, ahol az első Premier League-szezonjában 29 találkozó során szerzett kilenc gólt, és visszafogottabb teljesítményének oka az addigiaktól eltérő játékstílushoz való nehéz alkalmazkodása volt. A következő szezonban összesen egy bajnoki gólt szerzett, majd a 2001 márciusában kinevezett új edző, George Graham egyre kevesebb lehetőséget adott neki, végül egymást követő két évre a török Fenerbahçe csapatához került kölcsönbe.
2004-ben egyéves szerződést írt alá az akkor a másodosztályban szereplő West Ham Uniteddel, miután a Tottenhamnél lejárt a kontraktusa. Mindössze két alkalommal volt eredményes a csapatban, a bajnokságban elért egyetlen gólját 2004. november 27-én, a Watford elleni 3–2-es győzelem alkalmával szerezte.
2005. június 1-jén Rebrov szabadon igazolható játékossá vált, majd úgy döntött visszatér hazájába, illetve  a Dinamo csapatához. A 2005–2006-os szezonban 13 góllal a csapat legeredményesebb játékosa lett, a gólok mellett pedig gólpasszokkal is segítette csapatát. A szezon végén az edzők és a játékosok szavazata alapján jelölték az év játékosa díjra.
2007 júliusában ő lett a Dinamo csapatkapitánya. A 2007–2008-as szezon első felében csak hétszer volt eredményes, és bár sok bírálatot kapott, az új edző, Jurij Szjomin érkezésével az ő és a csapat teljesítménye is sokat javult. Bár a szezon végén tárgyalásokat folytattak szerződése meghosszabbításáról, ő végül az orosz Rubin Kazany kétéves ajánlatát fogadta el.

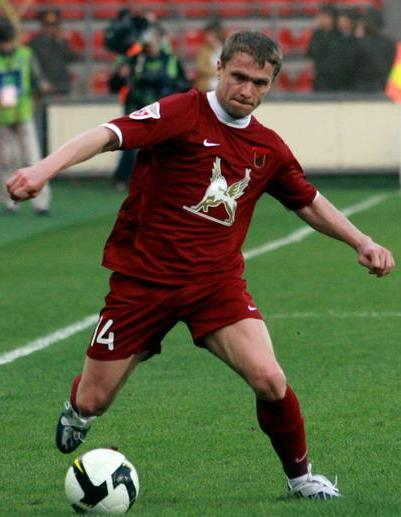
Rebrov a Rubin Kazanyban.

2008. március 3-án a Dinamo bejelentette, hogy Rebrov kétéves szerződést írt alá az orosz csapattal, amely kompenzációként 1 millió dollárt fizetett a klubnak, hogy a játékos már a tavasszal kezdődő orosz bajnokság elejétől a csapat rendelkezésére állhasson. Tagja volt a Rubin történetének első bajnokcsapatának a 2008-as szezonban, 24 bajnokin pályára lépve öt góllal járult hozzá a történelmi sikerhez.
2009. július 20-án jelentette visszavonulását, amivel egy időben a Dinamo Kijev tartalékcsapata mellett kezdett el dolgozni. Pályafutása során 425 bajnoki mérkőzésen 145 gólt szerzett, az ukrán élvonal legeredményesebb játékosa lett, és 2012 márciusában az ukrán labdarúgás halhatatlanjai közé is beválasztották (Viktor Leonenko Hall of Fame). 2009 augusztusában az amatőr FK Irpin csapatában visszatért a pályára és játszott például az Ukrán Kupában a Voliny Luck elleni találkozón, de az amatőr ligában is pályára lépett.

### A válogatottban
Az ukrán válogatottban 1992-ben mutatkozott be. Pályafutása során összesen 75 alkalommal lépett pályára  a nemzeti csapatban és tizenöt alkalommal volt eredményes. Ezzel 2006-os válogatottbeli visszavonulásakor a negyedik volt a vonatkozó örökranglistán. Pályára lépett a 2006-os világbajnokságon.

### Edzőként
2014. április 17-én ideiglenes jelleggel nevezték ki a Dinamo Kijev élére, majd miután a szezon végén kupagyőztes lett a csapattal, szerződését véglegesítették. Két-két bajnoki címet és Ukrán Kupát nyert a csapattal, a 2015–16-os szezonban bejutott csapatával a Bajnokok Ligája csoportkörébe. Egy évvel korábban, a 2014–2015-ös Európa-liga-sorozatban a csoportkörből is továbbjutott együttesével, a nyolcaddöntőben pedig emlékezetes párharcban búcsúztatták az angol Evertont 6–4-es összesítéssel, Kijevben 5–2-es győzelmet aratva. A negyeddöntőben a Fiorentina ejtette ki a Dinamót. 2017. május 31-én megerősítette, hogy az idény végeztével lejáró szerződését nem hosszabbítja meg és távozik a csapat éléről.
Ezt követően edzősködött Szaúd-Arábiában, majd 2018. augusztus 22-én a Ferencváros vezetőedzője lett. A budapesti csapattal három bajnokságot is nyert, továbbá a 2019–2020-as Európa-liga-sorozatban a csoportkörbe is bejutott a zöld-fehér együttessel. A Bajnokok Ligája 2020–2021-es szezonjában csapatával a selejtezők során kiejtette a Djurgårdens, a Celtic, a Dinamo Zagreb és a Molde csapatát, ezzel pedig 25 év elteltével jutott be a Ferencváros a legrangosabb kupasorozat csoportkörébe.
A 2020-2021-es szezonban sorozatban harmadszor szerzett bajnoki címet a Ferencvárossal, ezzel Rebrov lett a második világháborút követő időszak legeredményesebb edzője a magyar élvonalban, korábban Jimmy Hogan nyert 1916 és 1919 között négy hadibajnoki címet az MTK-val. 2021 júniusában távozott a csapat éléről, majd aláírt az egyesült arab emírségekbeli el-Ajn együtteséhez.
2023. június 6-án bejelentették, hogy 2026-ig ő lesz Ukrajna szövetségi kapitánya.

## Statisztika

### Klubcsapatokban
| Szezon           | Klub             | Bajnokság osztálya | Bajnokság       | Bajnokság | Országos kupa   | Országos kupa | Nemzetközi kupa | Nemzetközi kupa | Egyéb           | Egyéb | Összesen        | Összesen |
| Szezon           | Klub             | Bajnokság osztálya | Pályára lépések | Gólok     | Pályára lépések | Gólok         | Pályára lépések | Gólok           | Pályára lépések | Gólok | Pályára lépések | Gólok    |
| ---------------- | ---------------- | ------------------ | --------------- | --------- | --------------- | ------------- | --------------- | --------------- | --------------- | ----- | --------------- | -------- |
| 1991             | Shakhtar         | Viszsaja liga      | 7               | 2         | 3               | 1             | -               | -               | -               | -     | 10              | 3        |
| 1992             | Shakhtar         | Premjer-liha       | 19              | 10        | 6               | 1             | -               | -               | -               | -     | 25              | 11       |
| 1992–1993        | Dinamo Kijiv     | Premjer-liha       | 23              | 5         | 6               | 2             | 2               | 0               | -               | -     | 31              | 7        |
| 1993–1994        | Dinamo Kijiv     | Premjer-liha       | 10              | 2         | 1               | 0             | 2               | 1               | -               | -     | 13              | 3        |
| 1994–95          | Dinamo Kijiv     | Premjer-liha       | 24              | 8         | 6               | 1             | 7               | 1               | -               | -     | 37              | 10       |
| 1995–1996        | Dinamo Kijiv     | Premjer-liha       | 31              | 9         | 5               | 1             | 2               | 0               | -               | -     | 38              | 10       |
| 1996–1997        | Dinamo Kijiv     | Premjer-liha       | 30              | 20        | 1               | 0             | 4               | 0               | -               | -     | 35              | 20       |
| 1997–1998        | Dinamo Kijiv     | Premjer-liha       | 29              | 22        | 7               | 7             | 12              | 8               | -               | -     | 48              | 37       |
| 1998–1999        | Dinamo Kijiv     | Premjer-liha       | 22              | 9         | 5               | 5             | 14              | 8               | -               | -     | 41              | 22       |
| 1999–2000        | Dinamo Kijiv     | Premjer-liha       | 20              | 18        | 4               | 2             | 16              | 10              | -               | -     | 40              | 30       |
| 2000–2001        | Tottenham        | Premier League     | 29              | 9         | 5               | 3             | -               | -               | 2               | 0     | 36              | 12       |
| 2001–2002        | Tottenham        | Premier League     | 30              | 1         | 3               | 0             | -               | -               | 6               | 2     | 39              | 3        |
| 2002–2003        | Fenerbahçe       | Süper Lig          | 13              | 2         | -               | -             | -               | -               | -               | -     | 13              | 2        |
| 2003–2004        | Fenerbahçe       | Süper Lig          | 25              | 2         | 3               | 1             | -               | -               | -               | -     | 30              | 3        |
| 2004–05          | West Ham         | Championship       | 27              | 1         | 2               | 0             | -               | -               | 4               | 1     | 33              | 2        |
| 2005–2006        | Dinamo Kijiv     | Premjer-liha       | 27              | 13        | 5               | 1             | 1               | 0               | 1               | 0     | 34              | 14       |
| 2006–2007        | Dinamo Kijiv     | Premjer-liha       | 17              | 6         | 2               | 0             | 7               | 2               | 1               | 0     | 27              | 8        |
| 2007–2008        | Dinamo Kijiv     | Premjer-liha       | 9               | 1         | 2               | 0             | 5               | 1               | -               | -     | 16              | 2        |
| 2008             | Rubin Kazany     | Premjer-Liga       | 24              | 5         | 1               | 0             | -               | -               | -               | -     | 25              | 5        |
| 2009             | Rubin Kazany     | Premjer-Liga       | 7               | 0         | -               | -             | -               | -               | 1               | 0     | 8               | 0        |
| Dinamo összesen  | Dinamo összesen  | Dinamo összesen    | 242             | 113       | 44              | 19            | 72              | 31              | 2               | 0     | 360             | 163      |
| Karrier összesen | Karrier összesen | Karrier összesen   | 423             | 145       | 67              | 25            | 72              | 31              | 15              | 3     | 577             | 204      |

### A válogatottban
| Ukrajna          | 1992             | 1  | 0  |
| Ukrajna          | 1993             | 3  | 0  |
| Ukrajna          | 1994             | -  | -  |
| Ukrajna          | 1995             | -  | -  |
| Ukrajna          | 1996             | 5  | 1  |
| Ukrajna          | 1997             | 10 | 3  |
| Ukrajna          | 1998             | 5  | 4  |
| Ukrajna          | 1999             | 10 | 4  |
| Ukrajna          | 2000             | 5  | 0  |
| Ukrajna          | 2001             | 8  | 0  |
| Ukrajna          | 2002             | 7  | 1  |
| Ukrajna          | 2003             | 7  | 0  |
| Ukrajna          | 2004             | 4  | 0  |
| Ukrajna          | 2005             | 3  | 1  |
| Ukrajna          | 2006             | 7  | 1  |
| Karrier összesen | Karrier összesen | 75 | 15 |

### Góljai az ukrán válogatottban
| #   | Dátum               | Helyszín                  | Ellenfél              | Gól | Végeredmény | Versenysorozat                 |
| --- | ------------------- | ------------------------- | --------------------- | --- | ----------- | ------------------------------ |
| 1.  | 1996. augusztus 31. | Belfast, Észak-Írország   | Észak-Írország        | 0–1 | Győzelem    | 1998-as vb-selejtező           |
| 2.  | 1997. március 23.   | Kijev, Ukrajna            | Moldova               | 1–0 | Győzelem    | Barátságos mérkőzés            |
| 3.  | 1997. március 29.   | Tirana, Albánia           | Albánia               | 0–1 | Győzelem    | 1998-as vb-selejtező           |
| 4.  | 1997. augusztus 20. | Kijev, Ukrajna            | Albánia               | 1–0 | Győzelem    | 1998-as vb-selejtező           |
| 5.  | 1998. augusztus 19. | Kijev, Ukrajna            | Grúzia                | 4–0 | Győzelem    | Barátságos mérkőzés            |
| 6.  | 1998. augusztus 19. | Kijev, Ukrajna            | Grúzia                | 4–0 | Győzelem    | Barátságos mérkőzés            |
| 7.  | 1998. szeptember 5. | Kijev, Ukrajna            | Oroszország           | 3–2 | Győzelem    | 2000-es Eb-selejtező           |
| 8.  | 1998. október 10.   | Andorra la Vella, Andorra | Andorra               | 0–2 | Győzelem    | 2000-es Eb-selejtező           |
| 9.  | 1999. június 5.     | Kijev, Ukrajna            | Andorra               | 4–0 | Győzelem    | 2000-es Eb-selejtező           |
| 10. | 1999. augusztus 18. | Kijev, Ukrajna            | Bulgária              | 1–1 | Döntetlen   | Barátságos mérkőzés            |
| 11. | 1999. szeptember 8. | Reykjavík, Izland         | Izland                | 0–1 | Győzelem    | 2000-es Eb-selejtező           |
| 12. | 1999. november 17.  | Kijev, Ukrajna            | Szlovénia             | 1–1 | Döntetlen   | 2000-es Eb-selejtező rájátszás |
| 13. | 2002. április 17.   | Kijev, Ukrajna            | Grúzia                | 2–1 | Győzelem    | Barátságos mérkőzés            |
| 14. | 2005. augusztus 17. | Kijev, Ukrajna            | Szerbia és Montenegró | 2–1 | Győzelem    | Barátságos mérkőzés            |
| 15. | 2006. június 19.    | Hamburg, Németország      | Szaúd-Arábia          | 0–4 | Győzelem    | 2006-os vb                     |

## Edzői statisztika
Legutóbbi frissítés: 2025. június 7.
| FK Dinamo Kijiv | 2014. április 17.   | 2017. május 31.   | 136 | 94  | 20 | 22 | 68.61 |
| el-Áhlí         | 2017. június 1.     | 2018. április 19. | 38  | 23  | 10 | 5  | 60.53 |
| Ferencváros     | 2018. augusztus 22. | 2021. június 4.   | 132 | 83  | 30 | 20 | 62.12 |
| el-Ajn          | 2021. június 6.     | 2023. május 27.   | 73  | 45  | 18 | 10 | 61.64 |
| Ukrajna         | 2023. június 6.     | jelenleg          | 24  | 11  | 7  | 6  | 45.84 |
| Összesen        | Összesen            | Összesen          | 331 | 210 | 67 | 53 | 59.75 |

## Sikerei, díjai

### Játékosként
- Ukrán bajnok (9): 1992–93, 1993–94, 1994–95, 1995–96, 1996–97, 1997–98, 1998–99, 1999–00, 2006–07
- Ukrán kupagyőztes (7): 1993, 1996, 1998, 1999, 2000, 2006, 2007
- Ukrán szuperkupagyőztes (1): 2006
- Török bajnok (1): 2003-04
- Orosz bajnok (2): 2008, 2009

Egyéni elismerései
- Az év ukrán labdarúgója (2): 1996, 1998
- Ukrán bajnokság Szezon játékosa (3): 1997-98, 1999–00, 2005–06
- Ukrán bajnokság Gólkirály (1): 1997–98
- Ukrán bajnokság Minden idők legjobb gólszerzője

### Edzőként
- Dinamo Kijev:
  - Bajnok (2): 2014–15, 2015–16
  - Ukrán kupagyőztes (2): 2013–14, 2014–15
  - Ukrán szuperkupagyőztes (1): 2016–17
- Ferencváros:
  - Bajnok (3): 2018–19, 2019–2020,[21] 2020–2021[22]
- el-Ajn:[23]
  - Egyesült arab emírségekbeli bajnok (1): 2021–22
  - Egyesült arab emírségekbeli ligakupa (1): 2021–22

Egyéni elismerései edzőként
- Az év legjobb Magyarországon dolgozó külföldi edzője az nb1.hu Magyar Aranylabda-szavazásán (2019)[24]
- Az év edzője a RangAdó díjátadó gáláján: 2020[25]
- Az év edzője a RangAdó díjátadó gáláján: 2021[26]

### Kitüntetései
- Az Ukrán Köztársasági Érdemrend II. fokozata[27]